# 西王置業
西王置業控股有限公司，簡稱西王置業控股，以及西王置業，前身為「西王糖業控股有限公司」（英語：Xiwang Sugar Holdings Company Limited，港交所：2088），在2001年由山東西王集團有限公司分拆成立，主要業務為經營在中國山東省物業開發，而當時業務為開發結晶果糖、葡萄糖生產商。前身為「西王生化有限公司」。
其股份自2005年12月9日在香港交易所主板上市，總部中國山東省鄒平縣西王工業園，至於香港則為位於灣仔港灣道25號海港中心21樓2110室。集團招股價為1.7港元至2.05港元，全球发售2.8亿股份，集资额为4.76亿港元至5.74亿港元。

## 連結
- Xiwang-Sugar.com